# Andrea Crisanti
Andrea Crisanti, né le 12 juin 1936 Rome et mort 7 mai 2012 dans la même ville, est un scénographe et un costumier italien.

## Biographie
Andrea Crisanti, qui a étudié l'Art à l'Académie des Beaux-arts de la Rome, a commencé sa carrière au cinéma avec Mario Monicelli comme l'assistant décorateur de Mario Garbuglia sur le film  La Grande Guerre (1959). Après avoir travaillé avec de nombreux décorateurs, il participe au film Maciste en enfer (1962) de Riccardo Freda, puis travaille de nouveau au cinéma et aussi au théâtre.
Sa carrière prend un nouveau départ en 1970 avec Francesco Rosi. Il réalise les scènes de Cinema Paradiso (1988) et Une pure formalité (1994) pour Giuseppe Tornatore, qui reçoit le Prix David di Donatello. 
Andrea Crisanti a travaillé pour Franco Zeffirelli (Le Jeune Toscanini, 1988) et Gianni Amelio (Les Enfants volés, 1992), Michelangelo Antonioni (L'Identification d'une femme, 1982) et Andreï Tarkovski (Nostalghia, 1983).
Crisanti a enseigné l'art au Centre de Cinématographie Expérimentale de Rome depuis 1995 et a été président de l'A.S.C. (Association des Créateurs de Costumes).

## Filmographie

### Scénographe

#### Cinéma
- 1968 : I due crociati
- 1970 : Les Hommes contre
- 1970 : Incontro d'amore
- 1972 : L'Affaire Mattei
- 1972 : Quante volte... quella notte
- 1973 : A proposito Lucky Luciano
- 1973 : Gli eroi
- 1976 : Cadavres exquis
- 1976 : Bluff - Storia di truffe e di imbroglioni
- 1977 : Tre tigri contro tre tigri
- 1977 : Ecco noi per esempio...
- 1979 : Il cappotto di Astrakan
- 1979 : Le Christ s'est arrêté à Eboli
- 1980 : Le Saut dans le vide
- 1981 : Miracoloni
- 1981 : Prima che sia troppo presto
- 1981 : Trois Frères (Tre fratelli)
- 1981 : L'avvertimento
- 1982 : Identification d'une femme
- 1982 : Più bello di così si muore de Pasquale Festa Campanile
- 1983 : Nostalghia
- 1986 : Le Diable au corps
- 1987 : Luci lontane
- 1987 : Chronique d'une mort annoncée
- 1988 : Il giovane Toscanini
- 1988 : Cinema Paradiso
- 1990 : Oublier Palerme
- 1990 : Ils vont tous bien !
- 1992 : Il ladro di bambini
- 1994 : Une pure formalité
- 1995 : Colpo di luna
- 1997 : La Trêve
- 2001 : The Emperor's New Clothes
- 2002 : Il consiglio d'Egitto
- 2003 : L'avvocato de Gregorio
- 2003 : The Accidental Detective
- 2004 : Sotto falso nome
- 2005 : Cuore sacro
- 2005 : Face Addict
- 2006 : Arrivederci amore, ciao
- 2007 : Le Mas des alouettes
- 2008 : K. Il bandito
- 2008 : Il sangue dei vinti
- 2010 : Le Premier qui l'a dit
- 2012 : Magnifica presenza
- 2012 : Il consiglio d'Egitto

#### Télévision
- 1998 : Vado e torno
- 1999 : Non lasciamoci più
- 1999 : I giudici - vittime eccellenti
- 2006 : La contessa di Castiglione

### Architecte-scénographe
- 1962 : Maciste en enfer
- 1968 : Sette volte sette
- 1968 : Brutti di notte
- 1971 : Il était une fois la révolution
- 1982 : Più bello di così si muore
- 1990 : Ils vont tous bien !
- 2001 : Vipera de Sergio Citti
- 2003 : La Fenêtre d'en face
- 2004 : Fratella e sorello
- 2006 : Ma l'amore... sì
- 2008 : La Poussière du temps

### Décorateur
- 1976 : Il signor Robinson, mostruosa storia d'amore e d'avventure
- 1982 : Borotalco

### Costumier
- 1970 : Incontro d'amore

### Département artistique
- 1963 : Hier, aujourd'hui et demain (assistant directeur artistique)

## Prix
- Nastro d'argento, meilleure scénographie 
  - 1995 : Une pure formalité
  - 2005 : Cuore sacro
  - 2012 : Il consiglio d'Egitto